# Elena Bacaloglu
Elena Bacaloglu (Bucarest, 1878 – Bucarest, 1947) è stata una giornalista e politica rumena.

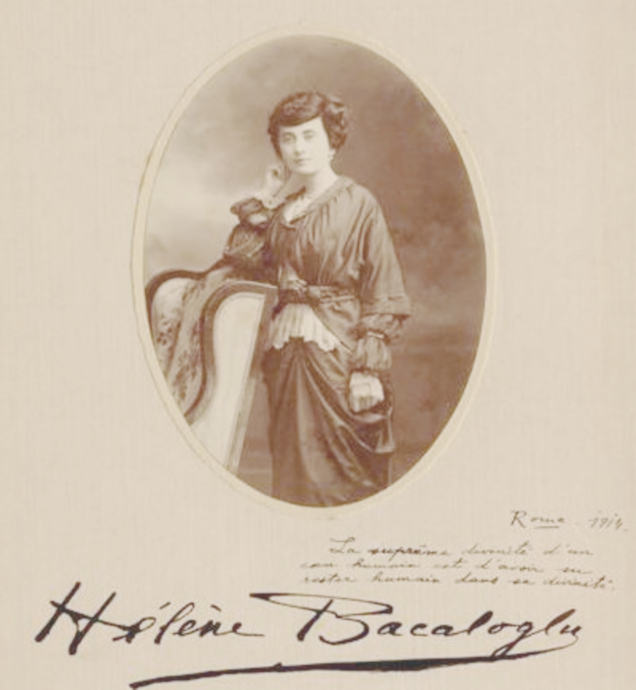
Elena Bacaloglu, foto autografata del 1914.

Giornalista inizialmente nota per il suo matrimonio con il poeta Ovid Densusianu, in seguito al divorzio da quest'ultimo si trasferì in Italia e sposò un uomo italiano. Divenuta una convinta sostenitrice del nascente fascismo di Benito Mussolini, nel 1921 tornò in Romania e diede vita al Movimento Nazionale Fascista Italo-Rumeno, un gruppo che raccolse circa cento membri e che si prefisse l'obiettivo di valorizzare le comuni radici culturali dell'Italia e della Romania, cercando anche di proporre un modello ideologico estremamente simile al fascismo italiano. Elena Bacaloglu inoltre tradusse in rumeno saggi di Mussolini e di Antonio Beltramelli. Nel 1923 il movimento si fuse con il Fascio Nazional-Rumeno in un nuovo partito, il Movimento Nazionale Fascista. I contatti di Elena Bacaloglu con l'Italia le consentirono di avere una posizione di guida nel nuovo partito, che comunque non ottenne i consensi sperati. Elena Bacaloglu fu una delle due donne che guidarono partiti di ispirazione fascista nel periodo interbellico. L'altra fu l'inglese Rotha Lintorn-Orman, fondatrice nel 1923 del movimento dei British Fascists.
Intrattenne anche un rapporto epistolare con lo scrittore Salvatore Di Giacomo.